# Sven Forssman
Sven Peter Magnus Forssman, född 5 februari 1911 i Lund, död 28 maj 1990 i Stockholm, var en svensk läkare.
Sven Forssman var son till John Forssman och Hedda Sandberg. Han blev medicine doktor och docent i Lund 1941, professor och föreståndare för yrkeshygieniska avdelning vid Statens institut för folkhälsan 1943. Forssman utförde arbeten inom biokemi, farmakologi och yrkeshygien.